# タピオカ
タピオカ (西米 ポルトガル語・英語等: tapioca ) は、キャッサバの根茎から製造した澱粉（でんぷん）のこと。また、それを使った料理である。飲料などに入れられる球状の加工品は「タピオカパール」、それに加工される前の刻んで乾燥されたキャッサバは「タピオカチップ」と呼ばれる。菓子の材料や料理のとろみ付けに用いられるほか、つなぎ（結着剤）としても用いられることがある。紙の強度を上げるための薬剤の原料としても重要である。

## 名称
キャッサバ澱粉を "tapioka" と呼ぶのは、ブラジルの先住民の古いトゥピ語で "starchy food made from cassava"「キャッサバを原料とした食品加工法」を意味する名詞 "tipi'oka（ティピオカ）" および "tapi'oka（タピオカ）" に由来する。ブラジルはかつてポルトガルの植民地であり、それが "tapioca（タピオカ）" という語形でポルトガル語に移入されたのを起源とする。
中国語では「木薯（簡体字：同左｜拼音: mù-shǔ; 日本語音写例: ムゥーシゥー）」という。閩南語では「樹薯（簡体字：同左｜拼音: chhiū-chî, chhiū-chût; 日本語音写例: チュウチー、チュウツゥッ）」という。

## 概要
キャッサバは、南アメリカの北東ブラジルが原産であるが、根茎に多くの澱粉を持つことから、世界各地で重要な作物として栽培されており、食用や工業原料として広く利用されている。キャッサバやそこから精製されたタピオカ澱粉は、ヒトの食用以外に養豚飼料やバイオ燃料にも使われる。
タピオカには小麦粉が含むグルテンがなく、タンパク質もほとんどない。水分を加えて加熱すると糊化しやすく、抱水力が強いのが特徴である。

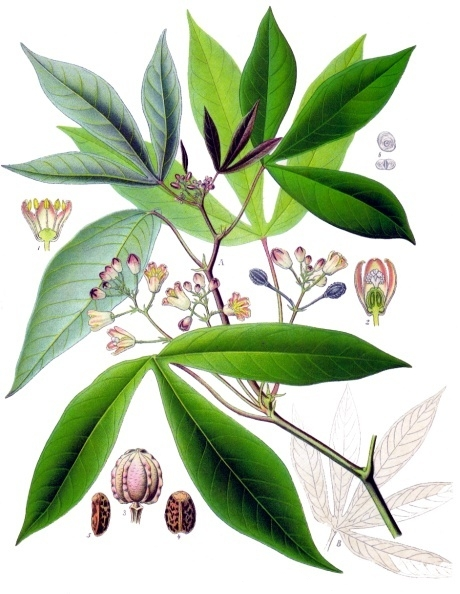
キャッサバ
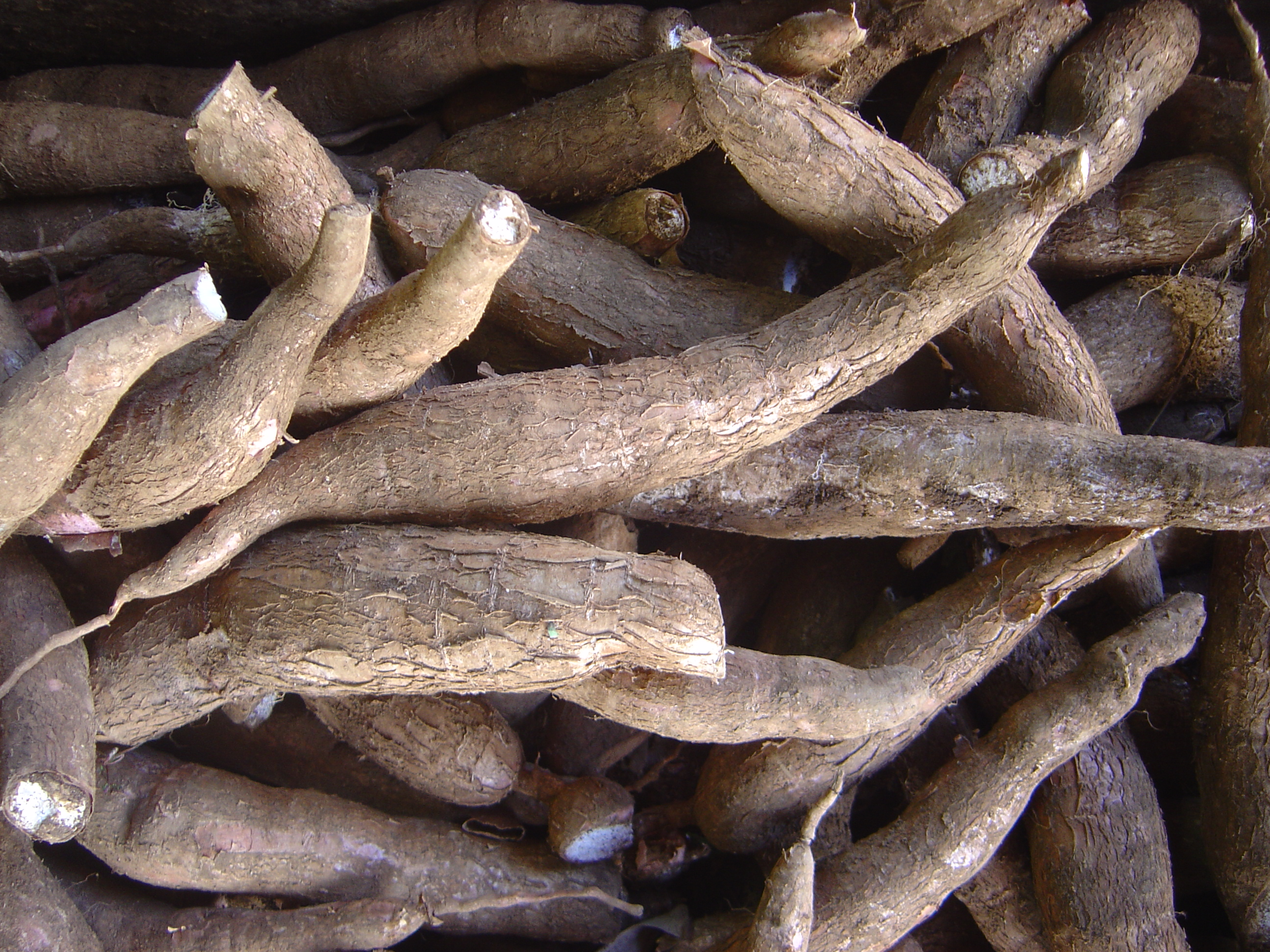
キャッサバの根茎
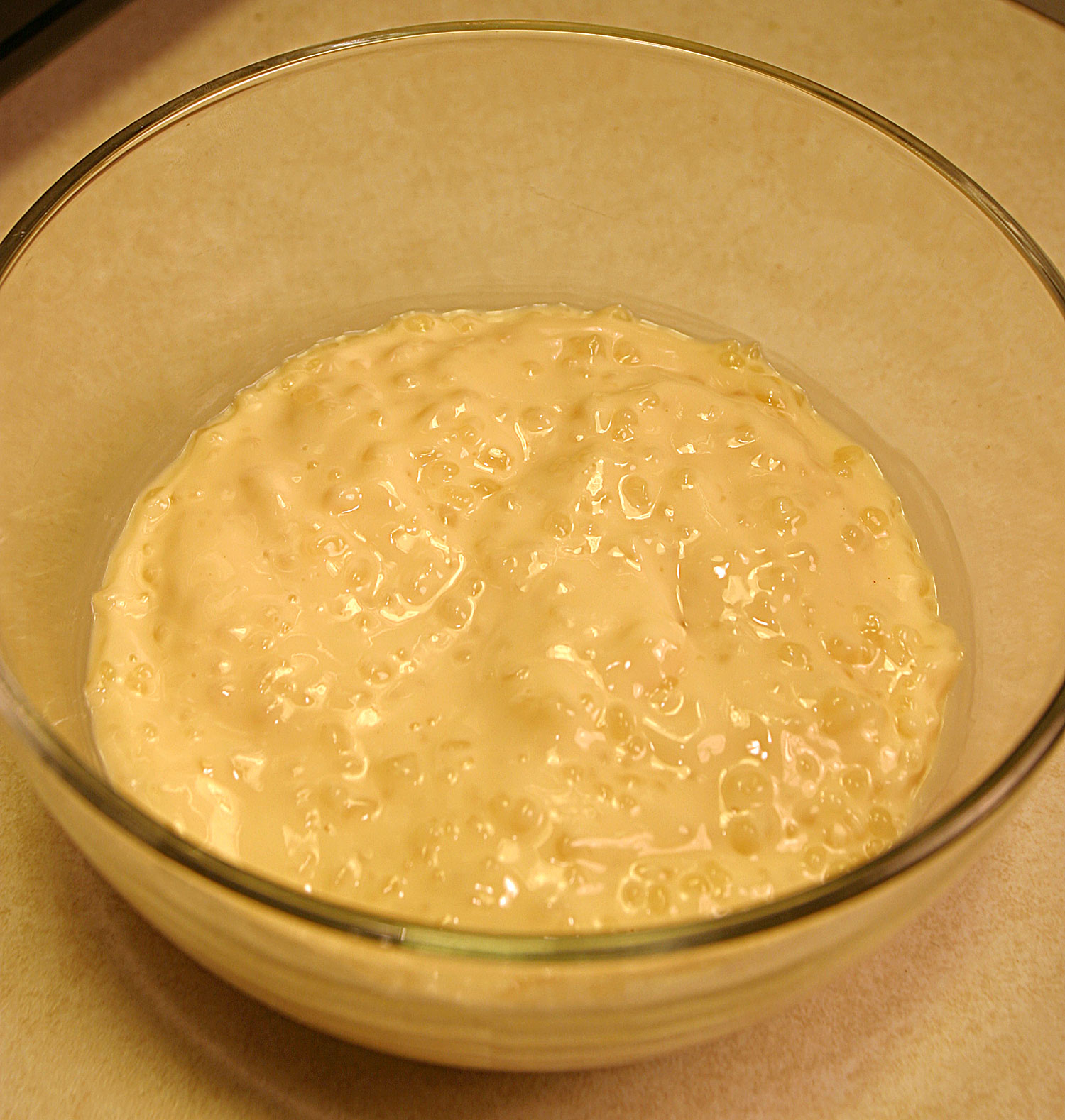
タピオカプディング

## 利用

### 食用
食品の増粘剤として糊化したものが用いられる。また、ライスヌードル、冷凍うどんなどの麺類、菓子などの食感調整、品質維持にも用いられる。ミスタードーナツのポン・デ・リング、白い鯛焼きなど、もちもちした食感の菓子を作るのに重要な役割を持つ。

### タピオカパール

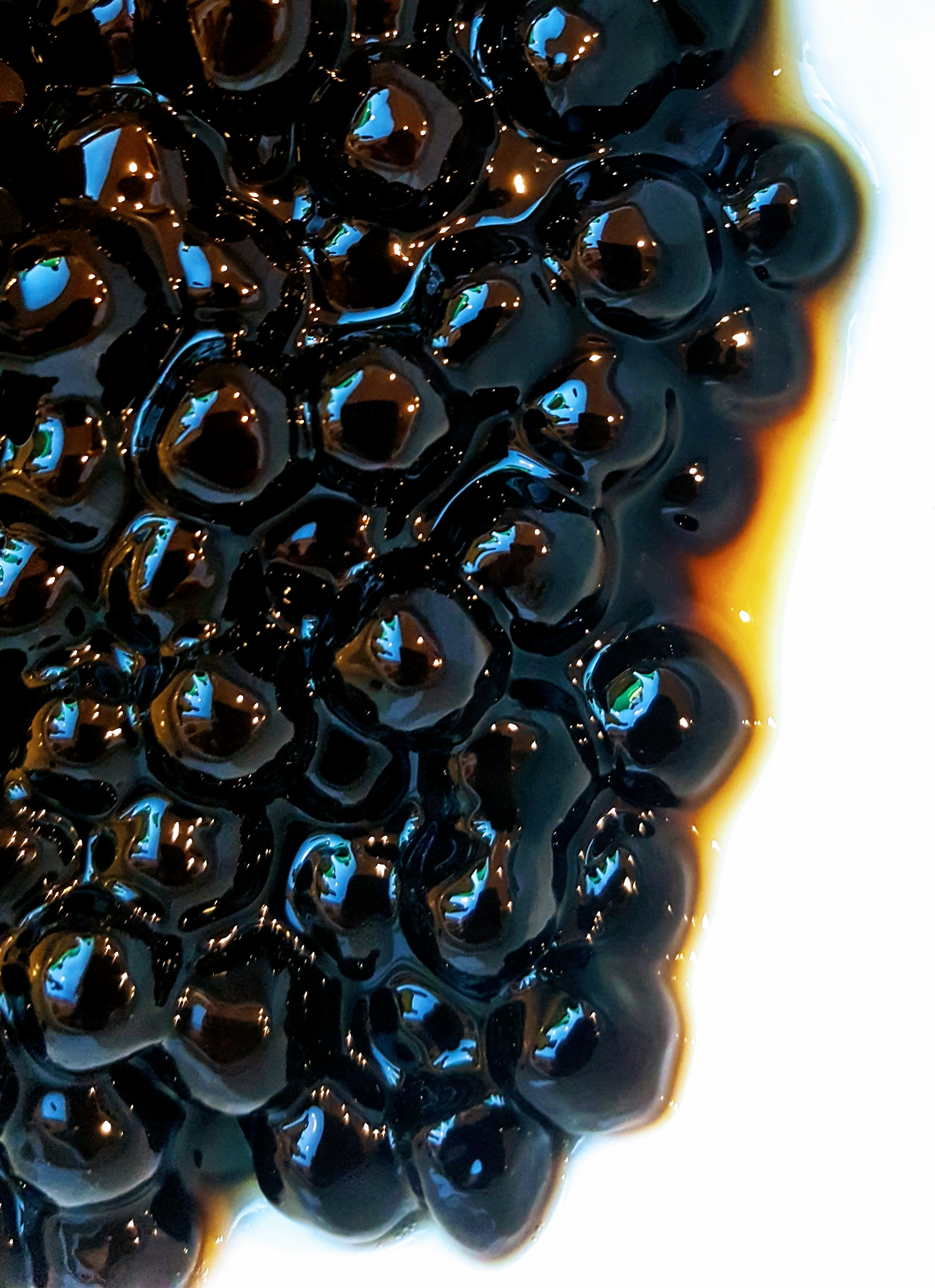
タピオカのスターチボール

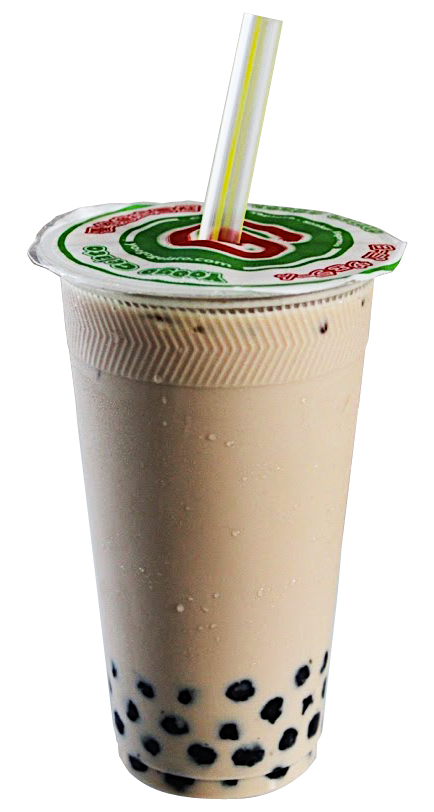
タピオカティー（スターチボールを入れたミルクティー）

糊化させたタピオカを容器に入れ、回転させながら雪だるま式に球状に加工し、乾燥させたものは「スターチボール」「タピオカパール」などと呼ばれ、中国語で「粉円」（繁体字: 粉圓、簡体字: 粉圆、拼音: fěnyuán フェンユアン）と呼ぶ。煮戻してデザートや飲料、かき氷、コンソメスープの浮身などに用いられる。黒、白、カラフルなタイプと様々に着色された製品がある。
タピオカパール、スターチボールをミルクティーに入れたタピオカティー（中: 珍珠奶茶）は、発祥の地である台湾はもとより、現在では日本や他の東南アジア、欧米諸国などでも広く親しまれている。
乾燥状態で直径5mm以上の大きな粒の場合、煮戻すのに2時間程度かかる。また、水分を少なめにして煮ると粒同士が付きやすくなるので、型に入れて冷やし、粒々感のあるゼリーの様なデザートを作ることもできる。欧米では、カスタード風味のタピオカプディングがよく知られている。
中華点心では小粒のものを煮てココナッツミルクに入れて甘いデザートとして食べる。他に、ぜんざいの白玉のように豆類を甘く煮た汁と合わせたり、果汁と合わせたりもする。
タピオカパールと同様の食品として、サゴヤシのでん粉で作られるサゴパールが有る。サゴパールは「西穀米」（繁体字: 西穀米、簡体字: 西穀米、拼音: xīgǔmǐ シーグーミー）「西米」（拼音: xīmǐ シーミー）と呼ばれていたが、現在は安価なタピオカパールに切り換えられているものが多く、「西米」という呼称も避けられている。
また日本ではタピオカパールの代用品としてこんにゃくが使用されることが多い。タピオカパールは茹でた状態で水中に放置した場合、水分を吸収してぶよぶよに膨張し、もちもちとした食感は失われる。また空気中に放置した場合は水分が再度蒸発して乾燥してしまう。このため「茹でてあるタピオカパールを注文を受けたその場でドリンク内に投入したりデザートにトッピングする」以外の「工場でドリンク内に投入されたりデザートにトッピングされパックされた状態で店舗へ納品されてくる」タイプの飲食製品に、本来のタピオカを使用することは不可能である。これを補うため、「甘い味付けとイカスミなどの色素による着色を施したこんにゃく(もちもち食感を出すために原料に少量のキャッサバを含める場合もある)」が代用品として使用されている。この代用こんにゃくタピオカを食した場合は、本来のタピオカパールを食した際であれば発生し得ないアレルギー反応などを生じることがあるため、日本においては商品名にタピオカと書いてあっても、原材料名やアレルゲン表示を確認する必要がある。

### 発癌の恐れ
タピオカに発癌の物質が検出されたことは多い。2012年ドイツ連邦有害評価院(GermanFederalInstituteforRiskAssessment)調査の結果、全世界で販売されるバブルティーのタイ、中国、台湾産タピオカパールからポリ塩化バイフェニル、アセトフェノンなど人体に有害な化学物質を検出された事件があった。調査はメンヒェングラートバッハで販売されるバブルティーを対象に行われ、有害成分が検出されたタピオカパールはすべてタイ、中国、台湾産であることが分かった。また、有害な工業用のでん粉が食用として使われる場合も多い。

### 食品加工
デンプンには米ぬかを吸着する性質があるため、乾燥状態の硬さがちょうどいいことからも、無洗米を作るための方法の一つのNTWP（ネオ・テイスティ・ホワイト・プロセス）加工法に用いられる。

### 工業利用
酵素によるカチオン化処理を経て製紙用の乾燥紙力増強剤として利用される。使用する際には水を加えて加熱し、糊化した上でパルプの中に混ぜたり、紙の層の間にスプレーする。また、紙の表面に塗布して、吸水しにくくするための表面サイズ剤としても用いられる例がある。チューブのりの原料としても利用されている。

## 歴史

### 日本
同志社女子大学で食文化を研究する長友麻希子によると、江戸時代後期の蘭学者であった高野長英はタピオカに「答必膃加」の字を当てて医薬書を翻訳したといわれている。
明治時代半ばには高級な食材として知られており、大正時代には料理本にまで紹介された。第二次世界大戦中には前線の兵士が米の代わりに空腹をいやしたといわれている。また、戦後も食品の加工に使われてきた。
タピオカパール入り飲料は21世紀に至るまで断続的にブームが起きており、「タピオカミルクティー」などさまざまな種類が作られている。また、タピオカ飲料を飲むことを「タピる」「タピ活」と俗称することもある。貿易においては、タイ王国産のタピオカ澱粉を輸入した台湾企業がタピオカパールに加工し、日本へ輸出するという内容が行われている。
第一次タピオカブームはバブル崩壊、第二次タピオカブームはリーマンショック、第三次タピオカブームはコロナショックと被っており、タピオカが流行ると不況になるという説がある。しかし、科学的な根拠はないとされている。

## 事故
海外では、タピオカによる死亡事故なども発生している。
- 2002年、インドネシアで、家族4人のうち子ども2人が死亡[14]。

- 2019年8月、ベトナムで、タピオカミルクティーの大ファンである20歳の男性が、腸閉塞で死亡寸前となった。最初の病院では5日入院したが治らず、フート省総合病院に転院し精密検査を受け腸閉塞と診断され手術を受けた[15]。

- 2019年8月、辛酸なめ子は『タピオカミルクティーで死にかけた土曜日の午後 40代女子 叫んでもいいですか』を出版している。

- 2019年、中国で、19歳の女子学生がタピオカドリンクを飲み、窒息死[16]。

- 2022年、中国の四川省の路上で、10代の男子学生がタピオカドリンクを飲み、喉に詰まらせ窒息死[16]。

## 参考資料・文献
辞事典
- “Tapioca” (English). Encyclopedia Britannica.   Encyclopædia Britannica, Inc.. 2021年5月3日閲覧。
- “tapioka” (English). WordSense Dictionary.  Word sense. 2021年5月3日閲覧。
- “tapi'oka” (English). WordSense Dictionary.   Word sense. 2021年5月3日閲覧。
- コトバンク
  - 小学館『プログレッシブ英和中辞典』第4版. “tapioca”. 2021年5月3日閲覧。
  - “タピオカ”. 2021年5月3日閲覧。
    - 河野友美、山口米子、小学館『日本大百科全書（ニッポニカ）』. “タピオカ”. 2021年5月3日閲覧。
    - 小学館『デジタル大辞泉』. “タピオカ”. 2021年5月3日閲覧。
    - 講談社『和・洋・中・エスニック 世界の料理がわかる辞典』. “タピオカ”. 2021年5月3日閲覧。
    - 小学館『精選版 日本国語大辞典』. “タピオカ”. 2021年5月3日閲覧。
    - 平凡社『百科事典マイペディア』. “タピオカ”. 2021年5月3日閲覧。
    - 日立デジタル平凡社『世界大百科事典』第2版. “タピオカ”. 2021年5月3日閲覧。

  - 日立デジタル平凡社『世界大百科事典』第2版. “タピオカ・パール”. 2021年5月3日閲覧。
  - 朝日新聞出版『知恵蔵mini』 (2019年6月18日). “タピオカドリンク”. 2021年5月3日閲覧。
  - 朝日新聞出版『知恵蔵mini』 (2019年7月2日). “タピ氷”. 2021年5月3日閲覧。
  - 講談社『和・洋・中・エスニック 世界の料理がわかる辞典』. “タピオカプディング”. 2021年5月3日閲覧。
  - “キャッサバ”. 2021年5月3日閲覧。